# Masalia roseata
Masalia roseata là một loài bướm đêm trong họ Noctuidae.